# Araés
Arrial de Araés e Martírios são terras lendárias onde haveria tanta abundância de ouro na superfície que seria possível coletá-lo com as mãos. Embora sejam dois lugares distintos, a lenda sempre sugeriu que fossem lugares muito próximos.

## O Mito
As únicas pessoas que alegaram ter visto Araés e Martírios, na sua infância em 1673 enquanto acompanhavam as expedições de seus pais, foram os bandeirantes Bartolomeu Bueno da Silva (o filho) e Antonio Pires de Campos, filho do também bandeirante Manuel de Campos Bicudo,
O nome Araés possivelmente seja uma referência a uma tribo indígena de mesmo nome que habitava além do Rio das Mortes (Mato Grosso), ja no Estado de Mato Grosso. O nome Martírios vem do fato dos bandeirantes avistarem desenhos que lembravam aos martírios de Cristo nesse lugar mítico,
Quarenta anos depois, esses bandeirantes lideraram expedições em busca do local de suas infâncias. Nenhuma delas teve sucesso. Mas a expedição de Bartolomeu Bueno da Silva (filho) que partiu em julho de 1722 com 300 homens e retornou em 21 de outubro de 1725 com apenas 16 homens, descobriu ouro em Goiás, Estado que se tornou a segunda maior fonte desse minério na época, depois de Minas Gerais. Várias outras expedições procuraram essa terra lendária nos dois séculos seguintes, mas nenhuma delas teve êxito.

## Atualidades
Em 21 de abril de 2013, o jornal O Estado de S. Paulo noticiou a descoberta de arquivos perdidos do historiador Manuel Rodrigues de Oliveira, apelidado Manuel Grande. Dentre esses arquivos havia 60 cartas inéditas dos irmãos Villas-Bôas, 1000 negativos fotográficos, 23 livros raros e o primeiro filme colorido feito no Brasil (do Alto Xingu).
Nesses arquivos é possível ler as anotações pessoais de Manuel Grande sobre os Martírios:Decidi levar a sério, como se diz, tudo que os antigos Bandeirantes deixaram escrito, os chamados Roteiro para os Martírios, sobre os quais fizeram tantas ironias, tantos sarcasmos, tantas zombarias. Eu fiz diferente: levei-os a sério. Fui lendo-os sem parar, comparando-os, procurando penetrar no espírito de quem os escrevera, nas suas épocas, para finalmente chegar à conclusão: tratava-se de algo sério, verdadeiro, embora tendo sofrido ao longo dos séculos, algumas modificações de escrita, por exemplo.

## Araés Real
Em 1745, o bandeirante paulista Amaro Leite Moreira e seus homens encontram ouro no norte do Mato Grosso. Julgando ser ali o lendário Araés, formaram uma pequena vila e a batizaram de Amaro Leite Moreira Araés. No entanto, em poucos anos, o ouro escasseou. Convencidos de que aquele não poderia ser o verdadeiro Araés, rebatizaram a vila como Santo Antônio do Amarante.
As dificuldades de comunicação e de escoamento do ouro para a capital Cuiabá, além dos constantes ataques de índios, fizeram com que os habitantes abandonassem a vila em 1789.,